# NGC 7283
NGC 7283 (również PGC 68946) – galaktyka spiralna (Sb), znajdująca się w gwiazdozbiorze Pegaza. Odkrył ją Albert Marth 7 sierpnia 1864 roku.